# العناصر (سطيف)
العناصر هي قرية جزائرية تابعة لبلدية عين أرنات  الكائنة بدائرة عين أرنات، بولاية سطيف الجزائرية

## تاريخ
تعود نشأة القرية إلى سنوات 1845 – 1849 م مع بدايات استغلال شركة جنيف للمستوطنات السويسرية للأراضي التي صادرها الإحتلال الفرنسي ، مع كل من فارماتو خلفون ومزلوق.